# وزارة الإسكان والتنمية في سيكيم
وزارة للإسكان والتنمية الحضرية في سيكيم (UDHD) ، هي جزء من حكومة سيكيم. تدير المناطق الحضرية في ولاية سيكيم الهندية التي تضم العديد من المرافق المدنية في العاصمة غانتوك.

## وصلات خارجية
- Home page